# El Piñal, Puebla
El Piñal är en ort i Mexiko.   Den ligger i kommunen Jalpan och delstaten Puebla, i den sydöstra delen av landet, 180 km nordost om huvudstaden Mexico City. El Piñal ligger 540 meter över havet och antalet invånare är 192.
Terrängen runt El Piñal är kuperad åt sydväst, men åt nordost är den platt. El Piñal ligger uppe på en höjd. Runt El Piñal är det tätbefolkat, med 276 invånare per kvadratkilometer. Närmaste större samhälle är Venustiano Carranza, 18,7 km öster om El Piñal. Omgivningarna runt El Piñal är en mosaik av jordbruksmark och naturlig växtlighet.